# ایفا چمریس
ایفا چمریس (آلمانی: Eva Czemerys؛ ۱۹۴۰ – ۱۹۹۶) بازیگر اهل آلمان و ایتالیا بود.
او بیشتر در فیلم‌های سبک جالو و کمدی سکسی سبک ایتالیایی بازی می‌کرد.
از فیلم‌هایی که وی در آن‌ها نقش داشته‌است، می‌توان به کریستینا، راهبه اهریمنی، تن‌کامه، زنان زندانی بند ۷، قاتل نه صندلی رزرو کرد و فرار از برانکس اشاره نمود.